# 畑野優理子
畑野 優理子（はたの ゆりこ、1981年1月16日 - ）は、元TNCテレビ西日本アナウンサー。
夫は元プロ野球選手の馬原孝浩。

## 履歴
熊本県八代市出身。熊本信愛女学院高等学校を経て早稲田大学人間科学部卒業後、2003年TNCに入社。
入社後は『ももち浜ストア』のレポーター、番宣番組『てれビームTNC』を経て、2004年10月から2007年3月30日まで『TNCスーパーニュース』のキャスターを務めた。2005年の夏には、安藤優子が夏休みのための代役としてキー局であるフジテレビの『FNNスーパーニュース』の司会を西山喜久恵と務めた（毎年、系列理事局で持ち回り）。
2007年3月31日付でTNCを退職。前年秋講談社発行の写真週刊誌「FRIDAY」11月17日号で、福岡ソフトバンクホークスの投手であった馬原との交際が報じられた矢先であった。尚、退職に際し理由など畑野当人及びテレビ西日本からのコメントは一切なかった。
同年12月馬原との結婚（婚姻届の提出12月3日、挙式12月16日)がホークス球団を通し発表された。その後出産、馬原のオリックス・バファローズへの移籍（2013年)、現役引退（2015年）などを挟み、表舞台とは距離をおき今日に至る。

## エピソード
- 早稲田大学では、人間科学部の同期に夫の同僚でもある和田毅、学部は違うが同期に村主章枝、広末涼子（ともに教育学部、広末は後に中退）、いずれもフジテレビアナウンサーの石本沙織（商学部）、長野翼（第一文学部）らがいた。
- 卒業論文のテーマにするほど、フジテレビの連続ドラマのファンであると公表していた。一番好きなドラマは『恋ノチカラ』など。

## アナウンサー時代の担当番組
- TNCスーパーニュース
- ももち浜ストア（レポーター）
- てれビームTNC